# Џеферсон (Ајова)
Џеферсон (енгл. Jefferson) град је у америчкој савезној држави Ајова. По попису становништва из 2010. у њему је живело 4.345 становника.

## Демографија
Према попису становништва из 2010. у граду је живело 4.345 становника, што је -281 (-6.1%) становника више него 2000. године.
| Група             | 2000.         | 2010.         |
| Белци             | 4.483 (96,9%) | 4.197 (96,6%) |
| Афроамериканци    | 7 (0,2%)      | 5 (0,1%)      |
| Азијати           | 18 (0,4%)     | 8 (0,2%)      |
| Хиспаноамериканци | 80 (1,7%)     | 99 (2,3%)     |
| Укупно            | 4.626         | 4.345         |